# 尼紹
18°15′0″N 70°12′0″W / 18.25000°N 70.20000°W

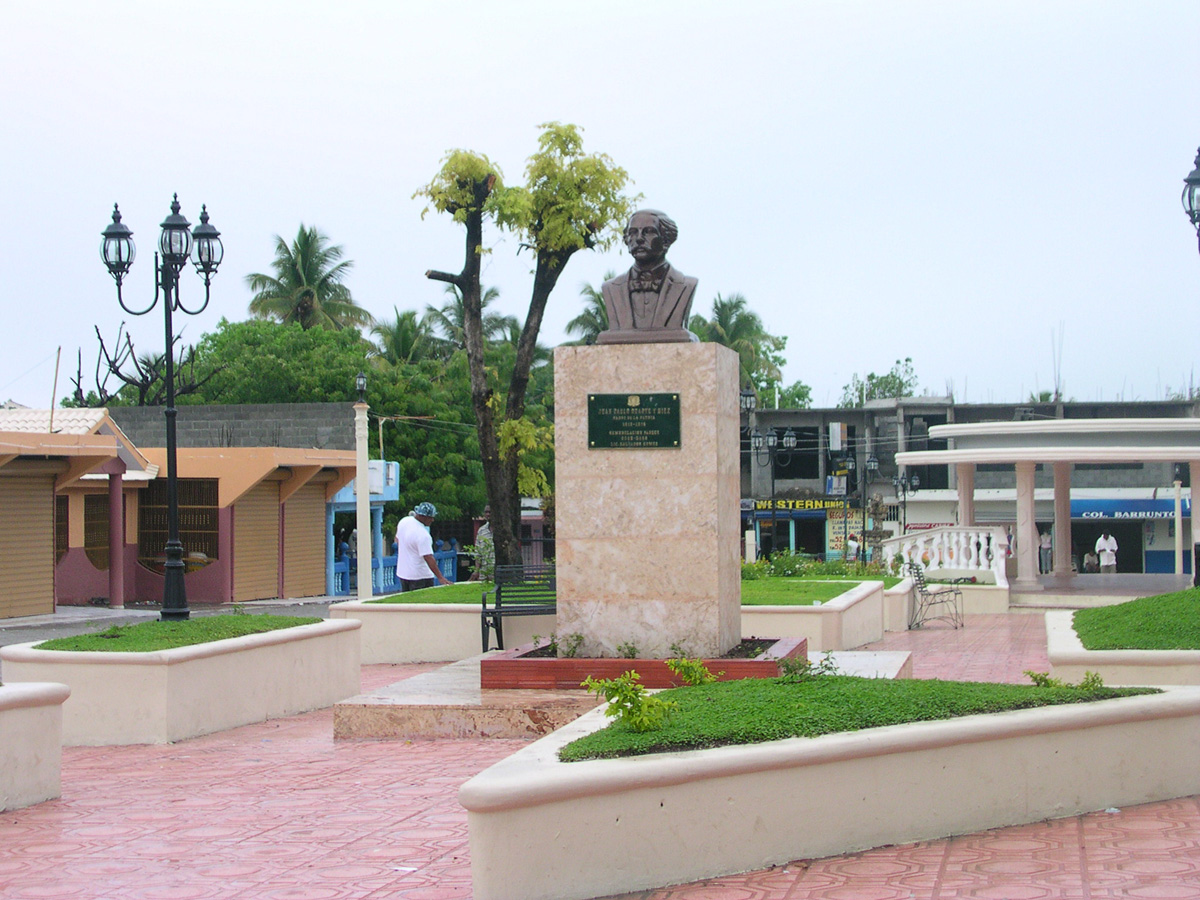

尼紹（西班牙語：Nizao），是多明尼加共和國的城鎮，位於該國南部，由佩德納萊斯省負責管轄，始建於十六世紀，面積48.54平方公里，2012年人口39,686，人口密度每平方公里820人。